# I Don't Want to Miss a Thing
I Don't Want to Miss a Thing är en rockballad skriven av Diane Warren och framförd av Aerosmith. Låten är bandets första och hittills enda låt som har nått förstaplatsen på Billboard Hot 100. Låten skrevs för filmen Armageddon, där bandets sångare Steven Tylers dotter Liv Tyler spelar en av huvudrollerna. Sångtexten har dock endast svag koppling till filmens handling.
Låten nominerades till en Oscar för bästa sång.